# Empeño de a pie
En tauromaquia se llama empeño de a pie a una suerte empleada antiguamente por los caballeros que tomaban parte en las fiestas de toros y que consistía en dar muerte al toro a pie o intentarlo, cuando al quebrar rejones, picar o lancear, perdían, por la fiereza de la res, el rejón, la lanza, el estribo, guante, sombrero o cualquier otra prenda o cuando sacaba herido el caballo. Entonces el caballero echaba pie a tierra e intentaba dicha suerte solo y en la forma que mejor podía.
Don Pedro de Cárdenas y otros escritores opinan que por el solo hecho de ser herido el caballo el caballero no tenía la obligación de acudir al empeño a pie "porque el toro no tenía la culpa del descuido de uno". La espada usada en el empeño a pie no era la que los caballeros ceñían de ordinario, sino una ancha como de cinco a seis centímetros, de corte muy afilado, muy puntiaguda y de un metro de larga, parecida a los machetes rectos. Tampoco mataban al toro al estilo de los actuales matadores, pues, el caballero, al llegar cerca de la fiera, le echaba al testuz la capa o ferreruelo y la pinchaba o acuchillaba como podía hasta darle muerte o hacerla huir. En este último caso sonaban los clarines y la gente de a pie salía con garrochas a desjarretar al toro, el cual tenía que ceder ante el número y la acometida de los desjarretadores. Desde el tiempo y por orden de Felipe V se suprimió el empeño de a pie, quedando solo el de caballo y con espada.